# Mont Thullier
Le mont Thullier, appelé Mount Thullier en anglais, est le sommet le plus élevé des îles Nicobar, dans l'océan Indien, province de l'Inde. Il s'élève à 642 mètres d'altitude sur l'île de Grande Nicobar.